# Association Sportive des Commerçants
ASCOM je fotbalový klub ze Středoafrické republiky. Jejich barvy jsou žlutá a červená. Tým byl založen v roce 1963 ve městě Bangui, hlavním městě tohoto státu. Hrají na stadionu ASCOM Prince Stadium. Klub hraje ligu Central African Republic League - nejvyšší soutěž.

## Soupiska
| #  | Pozice | Hráč             |
| -- | ------ | ---------------- |
| 1  | B      | Steve Christonns |
| 16 | B      | Hughes Mahamat   |
| 8  | O      | Dabler Hamaroudi |
| 12 | O      | Ludovic Nambona  |
| 22 | O      | Marcel Yann      |
| 13 | O      | Cedric Vianney   |
| 16 | O      | Mohamadou Alban  |
| 7  | O      | Julien Odilon    |
| 8  | Z      | Olivier Romaric  |
| 6  | Z      | Théophile Stiven |

| #  | Pozice | Hráč                       |
| -- | ------ | -------------------------- |
| 10 | Z      | Tony Axel                  |
| 4  | Z      | Benedict Sylver            |
| 3  | Z      | Rodrigo Junior             |
| 20 | Z      | Alex Francis               |
| 18 | Z      | Emmanuel Sylva Aime        |
| 2  | Ú      | Lionel Pacome              |
| 5  | Ú      | Andy Morrison              |
| 23 | Ú      | Denis Firmin               |
| 30 | Ú      | Thibaut Dieu Exauce Michel |
| 26 | Ú      | William Geslin             |

## Přestupy
DO
O-  Dabler Hamaroudi (FC Hafia Conakry)
Ú-  Lionel Pacome (SC Bangui)
Ú-  Andy Morrison (USCA)
VEN
Ú-  Armand Hilários (Bo Rangers)